# Argos (syn Agenora)
Argos (także Argus; gr. Ἄργος Árgos, łac. Argus) – w mitologii greckiej olbrzym o stu wiecznie czuwających oczach (stąd tak zwane argusowe oczy).
Zeus miał romans z nimfą Io, co wzbudziło zazdrość Hery, więc Zeus zamienił Io w jałówkę. Hera kazała Argosowi jej pilnować, lecz Zeus się nie poddawał i wysłał najlepszego złodzieja, czyli Hermesa, aby ten wykradł Io. Hermes wiedział, że Argos miał 50 par oczu, więc zabrał ze sobą flet. Uśpił grą Argosa, a potem odciął mu głowę. Hera przeniosła oczy Argosa na ogon pawia, ptaka, który był jej poświęcony.
Argos pod koniec swojego życia zabił potwora Echidnę, gdy spała.